# Vexillum (Costellaria) virgo
Vexillum (Costellaria) virgo is een slakkensoort uit de familie Costellariidae. De wetenschappelijke naam is gepubliceerd in 1767 door Linnaeus.